# INTEGRAL
INTEGRAL (International Gamma Ray Astrophysics Laboratory) je vědecká družice Evropské kosmické agentury (ESA). Je určena především na snímání astronomických zdrojů gama záření a je zároveň nejcitlivější astronomickou observatoří v této oblasti spektra.
Observatoř INTEGRAL vznikla spoluprací evropských států sdružených v ESA, ale kromě nich se na jejím vědeckém vybavení podílely i USA, Rusko, Česká republika a Polsko (poslední dva státy jsou už v současnosti členy ESA). Start proběhl 17. října 2002 z kosmodromu Bajkonur s nosnou raketou Proton-K. Čtvrtý stupeň rakety navedl družici na velmi vzdálenou a zároveň výstřední oběžnou dráhu okolo Země. Apogeum dráhy INTEGRAL-u leží přibližně ve třetině vzdálenosti Měsíce od Země. Hlavním cílem mise je vytvořit podrobnou mapu oblohy v gama spektru s vysokým rozlišením.

## Popis
INTEGRAL má nepravidelný tvar s délkou 5 metrů a s příčným rozměrem 3,7 metru. Elektrickou energii zabezpečuje pár solárních panelů. Orientační a stabilizační systém družice zabezpečují jednosložkové hydrazinové trysky.

### Vědecké přístroje
- spektrometr SPI (Spectrometer on INTEGRAL)
- kamera IBIS (Imager on Board INTEGRAL Spacecraft) na vytváření lokalizačních snímků záblesků gama
- detektor rentgenového záření JEM-X (Joint European Monitor - X-ray)
- optický monitor OMC (Optical Monitoring Camera) umožňující vytvářet snímky ve viditelné části spektra

## Průběh letu
Start s nosnou raketou Proton-K proběhl 17. října 2002 v 04:41:00 UTC. V čase 04:50:39 UT byla družice navedena na vyčkávací dráhu a v čase 05:50:26 na výslednou. 23. října proběhla korekce dráhy za účelem zvýšení perigea. O den později se uskutečnila prvá kalibrační měření a sonda minula Van Allenovy radiační pásy. Do konce října proběhly další tři dráhové korekce.
Let je řízen ze střediska vesmírných operací ESOC v Darmstadtu v Německu pomocí pozemních stanic v Belgii (Redu) a Kalifornii (Goldstone).
Původně plánovaná doba mise 2 roky byla již mnohokrát překročena. Evropská kosmická agentura provedla v roce 2015 korekci dráhy, která zajistí pokračující měření a bezpečný zánik družice v hustých vrstvách zemské atmosféry v roce 2029.

## Objevy
Observatoř INTEGRAL při své činnosti dosáhla mnoha významných objevů:
- zaznamenání velkého množství záblesků gama
- objev přibližně 20 proměnných zdrojů záření gama
- získání dat pro vytvoření mapy Galaxie v gama spektru
- pozorování emisí při rozpadu radioaktivního izotopu hliníku, z nichž lze zjistit nedávné změny chemického složení Galaxie
- objev anihilačních čar v jádře Galaxie, důkaz o přítomnosti antihmoty v jádře Galaxie
- výzkum černých děr a kvazarů